# ココティエ広場
ココティエ広場（ココティエひろば、Place des Cocotiers）はニューカレドニアのヌメアにある広場。
ヌメア市街地の中央に位置しており、かつては広場の名前の由来となったココヤシが多く植えられていたものの、現在では代わりにホウオウボクが植えられている。
公園の中央には1884年に建てられた天女の彫刻の噴水が建てられており、付近には音楽堂、植物園、ヌメア市立博物館などがある。